# Tarabya British Schools
Die Tarabya British Schools (türkisch Tarabya İngiliz Okulları, oft abgekürzt als TBS) ist eine private britische Internationale Schule in Istanbul im Stadtteil Tarabya, die das türkische und britische nationale Curriculum vereint. Sie wurde im Jahr 2013 von der Horizon Education Group gegründet. Der Erwerb eines türkischen und eines britischen Schulabschlusses ist möglich.

## Doppel-Diplom
Die Schüler absolvieren zwei Programme: das eine orientiert sich am Lehrplan des türkischen Ministeriums für Nationale Bildung, das andere an den Anforderungen für die Advanced Level der Cambridge International Examinations (Cambridge International General Certificate of Education – Advanced Level, CIE A-Level). Die Absolventen erhalten beide Schulabschlussdiplome.

## Grundschule
Im September 2015 wurde eine Grundschule eröffnet, an der nach dem CIE Primary und Primary Checkpoints Programm gelehrt wird.

## Gymnasium
Der Unterricht aller Fächer findet bilingual auf Türkisch und Englisch statt. Schüler, die bei der Aufnahmeprüfung nicht genügend Englischkenntnisse vorweisen, besuchen ein Vorbereitungsjahr.

### International General Certificate of Secondary Education
Nach der 9. und 10. Jahrgangsstufen ist der Erwerb des International General Certificate of Secondary Education (IGSCE) möglich. Die folgenden Hauptfächer werden angeboten:
- Englisch als Muttersprache/Englisch als Fremdsprache
- Mathematik
- Naturwissenschaften
- Informatik
- Global Perspectives
- Türkisch als Muttersprache

### A-Level-Optionen
In der 11. und 12. Jahrgangsstufen sind die folgenden Schwerpunktsetzungen zum Erreichen der A-Levels möglich. Die entsprechenden A-Level-Fächer stehen in Klammern.
- Architektur und Ingenieurwissenschaften (Mathematik, Physik, Chemie/Informatik, Höhere Mathematik)
- Medizin und Wissenschaft (Mathematik, Biologie, Chemie)
- Business (Mathematik/Accounting, Business Studies, Reisen und Tourismus)
- Humanitäre Wissenschaften (Soziologie, Englische Literatur, Business Studies)
- Digitale Kunst (Informatik, Business Studies, Kunst)
- Sportwissenschaft und Management (Biologie, Sport, Reisen und Tourismus)
- Kunst (Art/Music, Englische Literatur, Soziologie)

Alle Schüler nehme zusätzlich zu den ausgewählten optionalen am Kurs AS Level Global Perspectives teil.

### Türkischer Lehrplan
Laut dem türkischen Curriculum werden die Schüler in den Fächern Türkische Sprache und Literatur, Philosophie, Geschichte, Drama, Sport, in den Sprachen  Französisch/Spanisch und in Geographie unterrichtet.